# Campeonato Brasileiro de Clubes de Futebol de Areia
O Campeonato Brasileiro de Clubes de Futebol de Areia é um torneio nacional brasileiro organizado pela Confederação de Beach Soccer do Brasil (CBSB). O campeão representara o país na Copa Libertadores da América.

## História
O Campeonato Brasileiro de Clubes teve sua primeira edição realizada em 2012, na Represa Guarapiranga, em São Paulo com a participação de doze equipes de seis estados.
O Corinthians sagrou-se o primeiro campeão da competição.
Após cinco anos, a segunda edição foi realizada em 2017 na Praia do Gonzaga, Santos com a participação de oito equipes de seis estados. O campeão Vasco da Gama conquistou o direito de representar o país na primeira edição da Copa Libertadores de Futebol de Areia, realizada no mesmo local.
Com mais um hiato, a terceira edição da competição, realizada em 2019, deu ao Vasco da Gama o bicampeonato ao vencer nos pênaltis o seu maior rival, o Flamengo. O Botafogo, mais uma vez, terminou com a terceira colocação, completando o pódio inteiramente fluminense.
Em 2020, a quarta edição, disputada no Rio de Janeiro, reservou ao Vasco da Gama o tricampeonato consecutivo, após desbancar o seu maior rival mais uma vez nas semis e, posteriormente, o Sampaio Corrêa, numa final bastante disputada.

## Títulos

### Clubes
| Ordem | País                 | Medalha de ouro | Medalha de prata | Medalha de bronze | Total |
| ----- | -------------------- | --------------- | ---------------- | ----------------- | ----- |
| 1     | Vasco da Gama        | 3               | 0                | 0                 | 3     |
| 2     | Sampaio Corrêa       | 1               | 2                | 0                 | 3     |
| 3     | Anchieta             | 1               | 0                | 2                 | 3     |
| 4     | Corinthians Paulista | 1               | 0                | 0                 | 1     |
| 5     | Santos               | 0               | 1                | 0                 | 1     |
| 6     | Flamengo             | 0               | 1                | 0                 | 1     |
| 7     | Coríntians-RN        | 0               | 1                | 0                 | 1     |
| 8     | São Domingos-AL      | 0               | 1                | 0                 | 1     |
| 9     | Botafogo             | 0               | 0                | 2                 | 2     |
| 10    | Cruzeiro             | 0               | 0                | 1                 | 1     |
| 11    | ABC-RN               | 0               | 0                | 1                 | 1     |

### Federações
| Ordem | País                | Medalha de ouro | Medalha de prata | Medalha de bronze | Total |
| ----- | ------------------- | --------------- | ---------------- | ----------------- | ----- |
| 1     | Rio de Janeiro      | 3               | 1                | 2                 | 6     |
| 2     | Maranhão            | 1               | 2                | 0                 | 3     |
| 3     | São Paulo           | 1               | 1                | 0                 | 2     |
| 4     | Espírito Santo      | 1               | 0                | 1                 | 2     |
| 5     | Rio Grande do Norte | 0               | 1                | 1                 | 2     |
| 6     | Alagoas             | 0               | 1                | 0                 | 1     |
| 7     | Minas Gerais        | 0               | 0                | 1                 | 1     |